# آرپنیک زاخاریان
آرپنیک زاخاریان (ارمنی: Արփենիկ Զախարյան؛  زادهٔ ۱۵ ژوئن ۱۹۱۳ - درگذشته ۱۹۸۷) انگورکار اهل ارمنستان بود.

## زندگی‌نامه
وی در ۲۸ ژوئن [سبک قدیمی: ۱۵ ژوئن] ۱۹۱۳ در کیرانتس به دنیا آمد . همچنین برندهٔ جوایزی همچون قهرمان کار سوسیالیست (۱۹۴۹)، نشان لنین و نشان پرچم سرخ کار شده است. وی در ۱۹۸۷ در سن ۷۴ سالگی درگذشت و در ایروان به خاک سپرده شد.

## یادداشت
1. ↑  Կիրանց